# テアトル・デュ・マレ

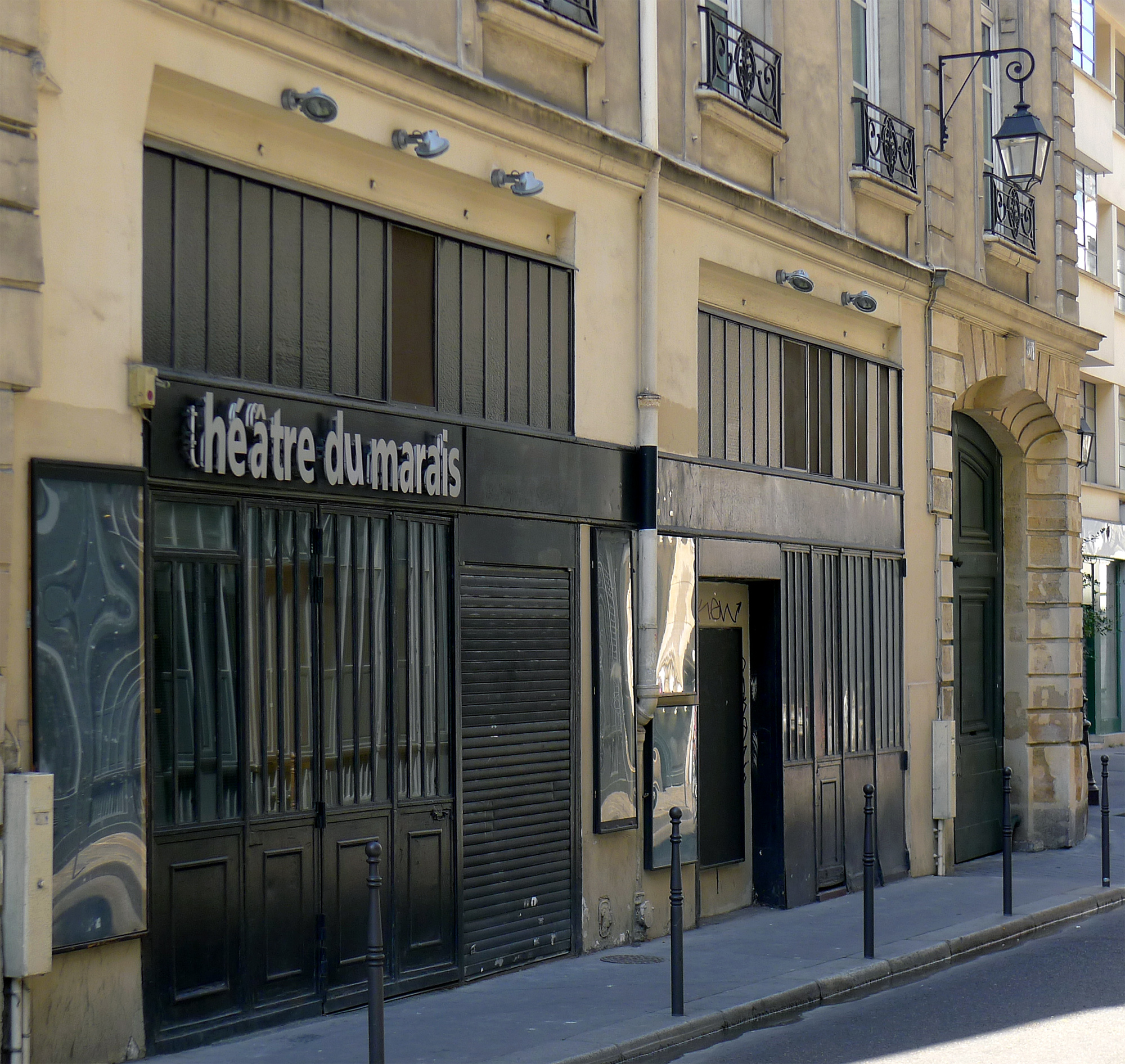
現在のテアトル・デュ・マレ

テアトル・デュ・マレ (マレー座)（フランス語: Théâtre du Marais）は、フランスのパリに存在する劇場や劇団 (troupe) の名前である。原型となった最も有名な劇場は17世紀に運営されていた。この劇場の名は、1791年に革命的な劇場として一時的に復活し、その後、1976年に再び復活した。現在のテアトル・デュ・マレは、パリの3区にあるボルタ通り37番地で運営されている。

## 最初の出現（1634–1673）

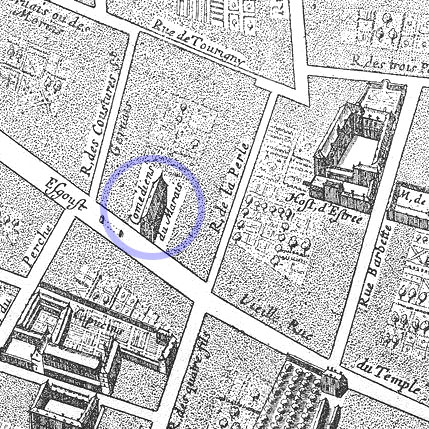
1652年のゴンブーストによるパリの地図に掲載されたマレー座。

テアトル・デュ・マレは1634年に設立された。それまでパリには、オテル・ド・ブルゴーニュ座にあったコメディアン・デュ・ロワ（「王のコメディアン」）という劇団だけしかなかった。俳優のシャルル・ルノワールとモンドリーは、自分たちの劇団を作ることを決意し、ル・マレ地区に拠点を置くと、カプサン寺院の向かいのヴィエイユ＝デュ＝タンプル通りにある使われていないテニスコートの「ジュ・ド・ポーム・デ・マレッツ」を劇場に改造した。
新劇場のレパートリーは、ジョドレの笑劇やピエール・コルネイユの作品が中心で、コルネイユは1637年にこの劇場で『ル・シッド』を発表している。また、1640年には俳優のフロリドールが入団し、瞬く間に大スターとなった。
1643年、劇場は火事で甚大な被害を受け、1644年10月に修復が完了するまで閉鎖されていた。再開後は、新しい劇場としての技術革新と、プロセニアムアーチを追加した最初の劇場であったことから、難破船や大災害を表現するための機械を使った壮大なセットを着々と展開していった。1669年、マリー・シャンメレとその夫が一座に加わった。「王のコメディアン」との競争は1673年まで続いたが、マレー座が解散してモリエールの一座と合流し、ゲネゴー劇場でトループ・デュ・ロイ（王の一座）が結成され、最終的にはコメディー・フランセーズの一部となった。

## 第二の出現（1791–1807）
1791年、新しいテアトル・デュ・マレが設立された。バスティーユ襲撃の際に回収された資材を使って建設され、革命的な光景を披露した。劇作家はカロン・ド・ボーマルシェである。この劇場は、1807年にナポレオンによって閉鎖させられ、1812年には公衆浴場建設のために破壊された。

## 第三の出現（1976年–現在）
現在のテアトル・デュ・マレは、1976年にジャック・モクレールによって設立された。1999年に一時閉場したが、2000年5月にクール・フローランの一部として再オープンした。